# Bertran de la Tor
Bertran de la Tor o Bertram de la Tor o Bertran(d) de la Tour (fl. XIII secolo) è stato un trovatore occitano, attivo probabilmente nelle regioni storiche di Alvernia, Velay, Gévaudan, Vivarese; identificabile forse con Bertran I (1110-1190 ca), signore de la Tour d'Auvergne o, secondo Alfred Jeanroy, Bertrant II de la Tor d'Alvernha (1200-1233), vassallo del Delfino d'Alvernia.
Della sua opera ci restano i versi di una cobla (1207) in risposta ad un'altra del suo signore Dalfi d'Alvernha
Questi compose la seguente cobla, mandandogliela tramite il suo joglar Mauret, al tempo in cui Bertran aveva deposto "valor e largessa" (era decaduto)
Betran risponde al Delfino con questa cobla: